# Прапор Великобагачанського району
Пра́пор Великобагача́нського райо́ну затверджений 1 грудня 1999 р. сесією Великобагачанської районної ради.

## Опис
Прапор Великобагачанского району — це полотнище малинового кольору. Відношення ширини прапора до його довжини — 2:3. У верхньому лівому кутку прапора зображений герб Великобагачанського району.
Символіка кольору: малиновий — найпоширеніший колір козацьких прапорів, символізує могутність, хоробрість, успіх, єдність.